# Ioane Iashagashvili
Pas d'image ? Cliquez ici

a Compétitions nationales et continentales officielles uniquement.

b Matchs officiels uniquement.
Dernière mise à jour le 25 octobre 2024.
Ioane Iashagashvili, né le 23 avril 2000, est un joueur international géorgien de rugby à XV évoluant principalement au poste de troisième ligne centre avec le Stade montois.

## Biographie

### Jeunesse et formation
Ioane Iashagashvili naît le 23 avril 2000. Il commence la pratique du rugby à XV au RC Armazi et admire particulièrement Mamuka Gorgodze comme idole de jeunesse. Il participe au Championnat du monde junior en 2019,, où il est identifié comme un joueur prometteur du rugby géorgien,,.

### Débuts de carrière professionnelle à l'Aviron bayonnais et prêt à l'US Carcassonne (2019-2022)
Ioane Iashagashvili commence sa carrière professionnelle en rejoignant l'Aviron bayonnais pour la saison 2019-2020, sous la direction de Yannick Bru, signant un contrat de trois saisons. Il fait ses débuts en Challenge européen contre les London Irish, où il joue 21 minutes au Madejski Stadium,. Cependant, durant la saison suivante, il ne parvient pas à s'imposer dans l'équipe première et ne fait aucune apparition en Top 14. Pour sa dernière année de contrat, il quitte Bayonne en prêt pour obtenir davantage de temps de jeu.
En octobre 2020, Iashagashvili est convoqué pour la première fois avec la Géorgie afin d'affronter l'Écosse à Murrayfield, sans entrer en jeu. 
Pour la saison 2021-2022, Iashagashvili est prêté à l'US Carcassonne, où il espère gagner en expérience et s'affirmer en Pro D2. Son temps de jeu reste limité, il participe à trois rencontres : contre le Rouen NR, le Stade montois, et le Stade aurillacois.

### Confirmation avec le Valence Romans Drôme Rugby et débuts internationaux (2022-2024)
Iashagashvili rejoint le Valence Romans Drôme Rugby (VRDR) en Nationale pour la saison 2022-2023, sous la houlette de Fabien Fortassin. Dès les premiers matchs, il s'impose comme un joueur cadre de l'équipe. Au cours de cette saison, il contribue largement à la conquête du titre de champion, permettant ainsi au VRDR de remporter la finale et d'accéder à la Pro D2.
La saison 2023-2024 voit Iashagashvili confirmer son statut de joueur cadre du VRDR dans leur lutte pour le maintien en Pro D2. Malgré un début de saison difficile pour l'équipe, il émerge comme un titulaire indiscutable, terminant la saison en tant que joueur le plus utilisé avec 1825 minutes de jeu. Iashagashvili est le meilleur gratteur (seize ballons récupérés) et meilleur plaqueur de l'équipe avec 306 plaquages en 26 matchs. De plus, il inscrit six essais, dont deux doublés contre le FC Grenoble et Mont-de-Marsan,, cruciaux dans la quête du maintien du Valance Romans DR en Pro D2.
Le 20 juillet 2024, il obtient sa première cape internationale lors d'un match contre l'Australie, disputé au Sydney Football Stadium,.

### Transfert au Stade montois et reconnaissance en Pro D2 (depuis 2024)
Pour la saison 2024-2025, Ioane Iashagashvili est recruté par le Stade montois, un transfert perçu comme un « gros coup » par le club landais. Ce changement marque une nouvelle étape dans la carrière de ce joueur désormais considéré comme l'une des jeunes pépites du championnat de Pro D2,. Durant la saison, il s'impose comme un joueur important de l'effectif montois grâce à sa grande capacité à porter le ballon, son efficacité dans le jeu au sol et sa défense.

## Statistiques

### En club
| Saison                      | Club                        | Championnat      | Championnat | Championnat | Compétitions de l'EPCR                               | Compétitions de l'EPCR | Compétitions de l'EPCR |
| Saison                      | Club                        | Compétition      | Matchs      | Essais      | Compétition                                          | Matchs                 | Essais                 |
| --------------------------- | --------------------------- | ---------------- | ----------- | ----------- | ---------------------------------------------------- | ---------------------- | ---------------------- |
| 2019-2020                   | Aviron bayonnais            | Top 14           | -           | -           | Challenge européen                                   | 3                      | 1                      |
| 2020-2021                   | Aviron bayonnais            | Top 14           | -           | -           | Challenge européen                                   | -                      | -                      |
| Sous-total Aviron bayonnais | Sous-total Aviron bayonnais | Top 14           | 0           | 0           | Challenge européen                                   | 3                      | 1                      |
| 2021-2022                   | US Carcassonne              | Pro D2           | 3           | 0           | Pas de qualification en Coupe d'Europe               | -                      | -                      |
| Sous-total US Carcassonne   | Sous-total US Carcassonne   | Pro D2           | 3           | 0           | -                                                    | -                      | -                      |
| 2022-2023                   | Valence Romans              | Nationale        | 24          | 5           | Pas de qualification pour les compétitions de l'EPCR | -                      | -                      |
| 2023-2024                   | Valence Romans              | Pro D2           | 26          | 6           | Pas de qualification pour les compétitions de l'EPCR | -                      | -                      |
| Sous-total Valence Romans   | Sous-total Valence Romans   | Nationale/Pro D2 | 50          | 11          | -                                                    | -                      | -                      |
| 2024-2025                   | Stade montois               | Pro D2           | 7           | 2           | Pas de qualification pour les compétitions de l'EPCR | -                      | -                      |
| Sous-total Stade montois    | Sous-total Stade montois    | Pro D2           | 7           | 2           | -                                                    | -                      | -                      |
| Total                       | Total                       | Championnat      | 60          | 13          | Compétitions de l'EPCR                               | 3                      | 1                      |